# -lare
-lare of -laar als toponiem gaat terug tot het Oudnederlandse hlæri, wat "bosachtig moerassig terrein" betekent.
Studie van toponiemen heeft opgeleverd dat het in de meeste gevallen lijkt te gaan om een omheind gebied in een bosachtige streek, dat werd gebruikt als veeweide of voor hakhoutwinning. Wat in ieder geval duidelijk is, is dat een laar een vochtig en lager gelegen gedeelte van het landschap betrof, dit in tegenstelling tot het toponiem loo dat verbonden is met de drogere en hoger gelegen gebieden.
Laar wordt veel als suffix gebruikt, maar komt ook voor als prefix. Varianten van laar zijn lare en leer. Ook in Duitsland is laar in toponiemen terug te vinden, met name als -laer  of  -lar, bijvoorbeeld Laar bij Bad Bentheim, Goslar.

## Voorbeelden van toponiemen die zijn afgeleid vanhlæri
Berlaar, Berlare, Bottelare, Brammelo (van Bramlare), Canlers, Edelare, Hoeilaart, Knesselare, Koekelare, Laarne, Laersunder, Leerbeek, Leers, Okselare, Roeselare, Rotselaar, Vosselare, Vorselaar.

## Voorbeelden van toponiemen die mogelijk zijn afgeleid vanhlæri
Er zijn nog andere plaatsen met laar, lare en leer, maar omdat hiervan geen of geen eenduidige oude vermeldingen bekend zijn is niet met zekerheid te zeggen of deze plaatsen zijn afgeleid van hlæri.

Aartselaar, Aspelare, Laareind, Laren, Leernes, Leersum, Kasteel Nemerlaer, Pollare, Rillaar, Sint-Martens-Leerne, Wespelaar.

## Voorbeelden van toponiemen die niet zijn afgeleid vanhlæri
- Leermens is ontstaan uit het Germaanse Linthihrabningja wat betekent 'toebehorend aan Zachtmoedige Raaf'.[4]
- plaatsen eindigend op -villare (boerderij)